# The Delfonics
The Delfonics byla americká filadelfská hudební skupina, která byla průkopníkem Philly soulové hudby. Největší popularitě se těšila v pozdějších šedesátých letech. Měla významné hity jako „La-La (Means I Love You)“, „Didn't I (Blow Your Mind This Time)“ či „Ready or Not Here I Come“. Většina písní napsal frontman a hlavní skladatel kapely, William Hart. Mezi některé bývalé hudebníky této skupiny patří např. Eban Brown, Major Harris či Pat Palmer. Jejich písně se objevily například ve filmu Q. Tarantina Jackie Brownová. Písně jako "Didn't I Blow Your Mind" hrály ústřední roli ve vztahu R. Forstera a Pam Grierové. Některé písně, které William Hart napsal, byly coverovány umělci jako The Jackson 5, Patti LaBelle, Prince, Swing Out Sister, Manhattan Transfer či New Kids on the Block. Další písně se staly "obětí" samplingu umělců jako The Notorious B.I.G., Boyz II Men, Missy Elliott či DJ Jazzy Jeff & The Fresh Prince.

## Diskografie

### Alba
| - 1968: La La Means I Love You - 1969: Sound Of Sexy Soul - 1969: Super Hits - 1970: The Delfonics - 1972: Tell Me This Is a Dream - 1974: Alive & Kicking - 1998: Back 2 Back: Delfonics and Chi-Lites - 1998: The Professionals - 1998: Greatest Hits & More - 1999: Forever New (Volt) (f. Wm. Hart-Major Harris-Frank Washington) |  | - 1999: The Definitive Collection (also released as La-La Means I Love You: The Definitive Collection) - 2000: Didn't I Blow Your Mind - 2003: Delfonics Collection (f. Wm. Hart-Garfield Fleming-Johnny Johnson) - 2005: Love Songs - 2005: Fonic Zone (Wil Hart, Greg Hills, Randy Cain, Joe Branch) - 2006: La La Means I Love You (f. Wm. Hart-Garfield Fleming-Johnny Johnson) - 2006: Delfonics R'n'B Soul (Direct Source) (f. Wm. Hart-Garfield Fleming-Johnny Johnson) |